# Erste Schlacht von Bedriacum
Bei dem Ort Bedriacum (auch Betriacum), in Oberitalien zwischen Cremona und Mantua gelegen, fand am 14. April 69 eine entscheidende Schlacht des römischen Bürgerkriegs um die Nachfolge Neros statt.
Die Legionen aus den beiden germanischen Provinzen Germania inferior und Germania superior drohten in Italien einzufallen, um den Machtanspruch des von ihnen zum Kaiser ausgerufenen Vitellius in Rom durchzusetzen. Sie standen unter dem Kommando von Fabius Valens und Caecina Alienus. Am 14. März 69 hatte Otho, der sich in Rom zum Kaiser gemacht hatte, indem er Galba hatte töten lassen, Rom verlassen, um sich den Vitellianern entgegenzustellen. Otho stützte seine Macht auf die Prätorianergarde. Er war den Truppen des Vitellius zahlenmäßig unterlegen, hoffte aber auf Unterstützung durch die Donaulegionen unter Marcus Antonius Primus, die letztlich ausblieb.
Ende März kam es bei Placentia (Piacenza) zu ersten Kampfhandlungen zwischen Caecina, dem zuerst der Alpenübertritt gelang, und den Truppen des Otho. Anfang April traf auch Fabius Valens ein und die beiden vitellianischen Truppenteile vereinigten sich bei Cremona. Otho hatte sein Hauptquartier in Brixellum (Brescello) aufgeschlagen. Als vitellianische Pioniere sich anschickten bei Bedriacum eine Brücke über den Po zu bauen, ließ Otho angreifen. Ohne Unterstützung der Donaulegionen waren die Vitellianer zwei zu eins überlegen und siegten. Nach der Niederlage nahm sich Otho nach 95-tägiger Regierungszeit das Leben. Vitellius, der sich während der Kampfhandlungen in Gallien aufhielt, marschierte mit seinen Legionen nach Rom, wo er vom Senat als Kaiser bestätigt wurde.
Eine weitere Schlacht bei Bedriacum fand am 24. Oktober desselben Jahres zwischen Vitellius und Vespasian statt. Diese entschied den Kampf um die Nachfolge Neros im Vierkaiserjahr endgültig zugunsten Vespasians und der Flavier.